# Aelius Fortis

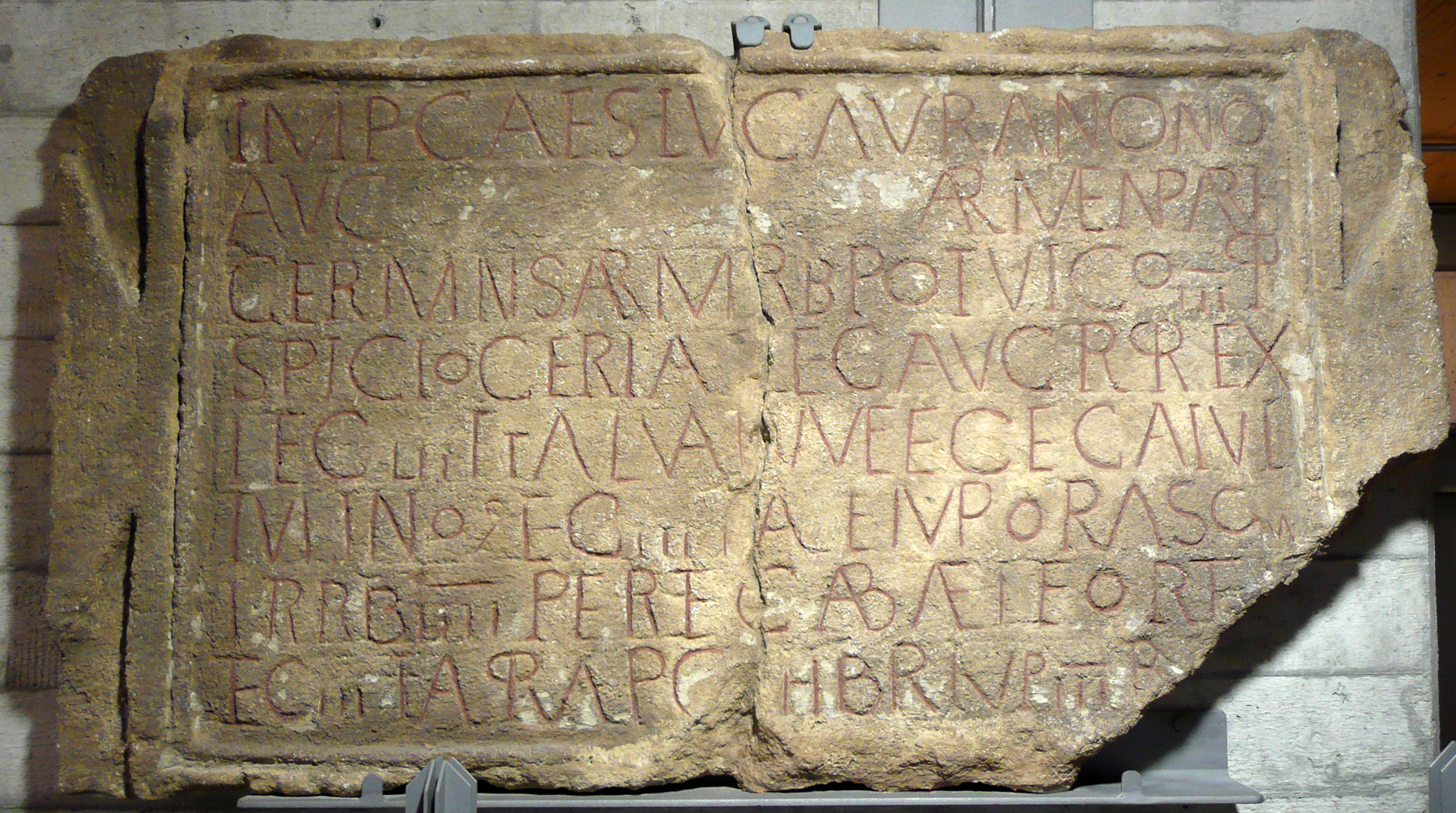
Die Inschrift

Aelius Fortis (sein Praenomen ist nicht bekannt) war ein im 2. Jahrhundert n. Chr. lebender Angehöriger der römischen Armee.
Durch eine Inschrift, die beim Kastell Böhming gefunden wurde, ist belegt, dass Fortis Centurio in der Legio III Italica war, die ihr Hauptlager in Castra Regina in der Provinz Raetia hatte. Durch die Inschrift ist auch nachgewiesen, dass er vorübergehender Kommandeur (Praepositus) der Cohors I Breucorum war, die zu diesem Zeitpunkt in der Provinz Raetia stationiert war.
Aus der Inschrift geht darüber hinaus hervor, dass Fortis und der Centurio Iulius Iulinus die Aufsicht über abgeordnete Soldaten der Legion (vexillarii) ausübten, die zwei unterschiedliche Bauarbeiten beim Kastell ausführten (vallum fece(runt […] item portas cum turribus IIII perfectas)).

## Datierung
Die Inschrift wird bei der Epigraphik-Datenbank Clauss-Slaby und bei der Epigraphischen Datenbank Heidelberg auf 181 datiert.